# 13th Airborne Division (Vereinigte Staaten)

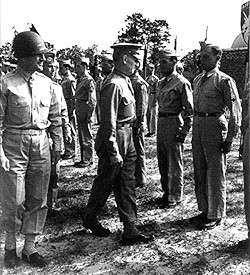
Generalmajor Elbridge G. Chapman und General McNair inspizieren am 13. Mai 1944 die 13. US-Luftlandedivision

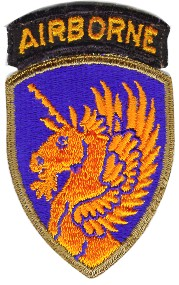
Schulterstück der Division

Die 13th Airborne Division (deutsch 13. US-Luftlandedivision), die auch Black Cat Division genannt wurde, weil sie an einem Freitag, den 13. gegründet worden war, war ein amerikanischer Fallschirmjägergroßverband, der allerdings nie an einem Kampf teilnahm. Die Division wurde am 13. August 1943 in Camp Mackall, North Carolina, unter dem Befehl des Generalmajors George W. Griner, gegründet und im Januar 1945 nach Frankreich verlegt.
Das Abzeichen der Division ist ein orange-goldenes, geflügeltes Einhorn auf einem ultramarinblauen Schild. Das Einhorn wird traditionell mit den Fähigkeiten der Heilkraft, Tapferkeit und Kraft in Verbindung gebracht.
Im Dezember 1943 wurde Griner durch den Generalmajor Eldridge G. Chapman, der sich bereits im Ersten Weltkrieg ausgezeichnet hatte, ersetzt. Sein Stabschef wurde der Oberst Hugh P. Harris, der später ein 4-Sterne-General wurde. Obwohl sie zur 1. Alliierten Luftlandearmee in Europa gehörte, nahm die Division im Großen und Ganzen nicht an Aktionen am Kriegsschauplatz Europa teil. Die Division trainierte in Frankreich und wurde für einige Operationen eingeteilt, die sie jedoch nicht ausführte. Eine ihrer Einheiten, das 517. Fallschirmjägerregiment, das am 1. März 1945 der Division zugeteilt wurde, hatte in Italien, Südfrankreich und in den Ardennen gekämpft, bevor es der 13. US-Luftlandedivision unterstellt wurde. Im August 1945 kehrte die Division für eine Umgruppierung, in die USA zurück, bevor sie in den Pazifik verlegt werden sollte. Allerdings verhinderte das Ende des Krieges den Einsatz im Pazifik.
Die 13. US-Luftlandedivision wurde am 25. Februar 1946 aufgelöst. Das Personal wurde in die in Fort Bragg stationierte 82. US-Luftlandedivision überführt.

## Kommandeure
- George W. Griner (von August bis November 1943)
- Elbridge G. Chapman (von November 1943 bis zur Auflösung, am 25. Februar 1946)